# ونلا هووی
ونلا هووی (انگلیسی: Venla Hovi؛ زادهٔ ۲۸ اکتبر ۱۹۸۷) بازیکن هاکی روی یخ اهل فنلاند است.